# Brunt timjansmott
Brunt timjansmott, Delplanqueia dilutella är en fjärilsart som först beskrevs av Michael Denis och Ignaz Schiffermüller 1775.  Brunt timjansmott ingår i släktet Delplanqueia, och familjen mott, Pyralidae. Arten är rödlistad enligt både den svenska och finska rödlistan, starkt hotad, EN i Finland och nära hotad, NT, i Sverige.

## Kännetecken
Vingbredd 18-26 mm. Framvingarna något varierande, brunaktiga, vid fram- och utkanten samt längs inre delen av längsribborna vitpudrade. Den yttre tvärlinjen är rak i bakkanten. Bakvingar ljusgrå.

## Liknande arter
Kan ibland vara svår att skilja från förväxlat timjansmott, (Delplanqueia inscriptella), eller brokigt timjansmott (Pempeliella ornatella) men den sistnämnda har yttre tvärlinjen vinklad i bakkanten och hos den förstnämnda är det vitaktiga tvärbandet nära basen ej utdraget till framkanten.

## Levnadssätt
Fjärilen flyger såväl på dagen som om natten och kommer till ljus. 

## Flygtid
Från mitten av juni till början av augusti. 

## Förekomst
Finns på torra marker med timjan.

## Biologi
Äggen läggs under fjärilens flygtid och dessa kläcks under hösten. Övervintring sker som ung larv. Den lever på timjan i ett vävrör och är grönaktig med ljusa längsgående linjer. Förpuppning sker i vävöret. 

## Näringsväxt
Backtimjan Thymus serpyllum.

## Utbredning
Förekommer tämligen allmänt från Skåne till Västmanland. I övriga Norden finns den i Danmark, södra Finland men saknas i Norge.